# Ștefana Velisar Teodoreanu
Ștefana Velisar Teodoreanu (născută Marie Ștefana Lupașcu, de asemenea cunoscută ca Ștefana Velisar sau Lily Teodoreanu; n. 17 octombrie 1897, San Murezzan, cantonul Graubünden, Elveția – d. 31 mai 1995, România) a fost o romancieră, poetă și traducătoare română, soția scriitorului Ionel Teodoreanu. Încurajată de soțul ei să scrie, ea a fost o reprezentantă târzie a poporanismului tradițional, pe care l-a insuflat cu teme morale din ortodoxia română și cu ecouri ale literaturii moderniste. Lucrările sale de tinerețe coincid din punct de vedere tematic cu Primul Război Mondial și cuprind în principal romane centrate pe conflictele interne și triumfurile morale ale femeilor provinciale.

## Biografie

### Origini și debut
Născută în localitatea Saint-Moritz, în Elveția, părinții ei erau diplomatul Ștefan Lupașcu (1872-1946) și soția sa, franțuzoaica Marie Mazurier.  Tatăl ei, un francmason de rang înalt, descindea din nobilimea boierească a Moldovei. El a fost unchiul patern al filosofului francez Stéphane Lupasco. Mama ei, o fostă profesoară a copiilor de boieri, a fugit de Lupașcu și în mare parte a fost absentă din viața Ștefanei; cum tatăl ei era adesea pe drumuri diplomatice și de afaceri, ea a fost crescută de rudele române. Potrivit povestirilor pe care mai târziu ea le-a spus prietenilor, Ștefana a frecventat școala primară în Franța. A absolvit școala centrală de fete din București, condusă de mătușa ei Maria, soția scriitorului Barbu Ștefănescu Delavrancea.
În timpul campaniilor Primului Război Mondial, ea trăia împreună cu verișoarele sale Delavrancea, Cella și Henrieta, la Iași; prin ele s-a întâlnit în decembrie 1918 cu aspirantul scriitor, Ionel Teodoreanu, fiul politicianului-avocat Osvald Teodoreanu. Acest episod a fost descris de Ștefana Velisar în lucrarea autobiografică Ursitul și de Ionel Teodoreanu în romanul Bal mascat. În opinia ei, el a fost imediat atras de tenul ei întunecat și de "ochii negri strălucitori", dar a și admirat încercările ei literare și a încurajat-o să continue.  Până în mai 1919, versetele care atestă dragostea pentru ea au apărut în revista Însemnări Literare sub titlul Jucării pentru Lily.
Ea s-a căsătorit cu Ionel la 15 februarie 1920, într-o ceremonie restrânsă la care au participat doar membrii apropiați ai familiilor celor doi, familia mirelui purtând nu cu mult timp în urmă doliu după cel mai mic dintre frații Teodoreanu, decedat în Primul război mondial. Astfel, ea a devenit cumnata umoristului Păstorel, pe care ea l-a admirat foarte mult, deși, potrivit poetului Ștefan I. Nenițescu, ea însăși era de acum cea mai talentată dintre Teodoreni. La data de 3 februarie 1921 s-au născut gemenii Ștefan "Cefone" (sau "Afane") și Osvald "Gogo". Noua familie a locuit într-o casă pe strada Kogălniceanu din Iași și erau vecini cu Petru Poni și Alexandru Philippide. Ani mai târziu s-au mutat întro casă de pe strada Buzdugan, invecinată cu cea a lui Garabet Ibrăileanu, ambele case dispărute astăzi. Ei au fost prieteni apropiați și cu scriitorul Mihail Sadoveanu, cu care au călătorit în Turcia în 1934.
Împreună cu frații Teodoreanu și Mihail Sadoveanu, Ștefana a fost un oaspete frecvent al salonului Viața Românească. Prima ei lucrare publicată a apărut în 1929, găzduită de Tudor Arghezi în revista Bilete de Papagal; ea a contribuit, de asemenea, la Revista Fundațiilor Regale și Familia.. Numele ei "Velisar" a fost folosit în lucrarea majoră a soțului său, romanul La Medeleni (1925), pentru un personaj inspirat direct de Lupașcu. Ștefana însăși apare într-un alt roman al soțului ei, Bal mascat, publicat în timpul debutului ei.

### Romanele celui de-Al Doilea Război Mondial

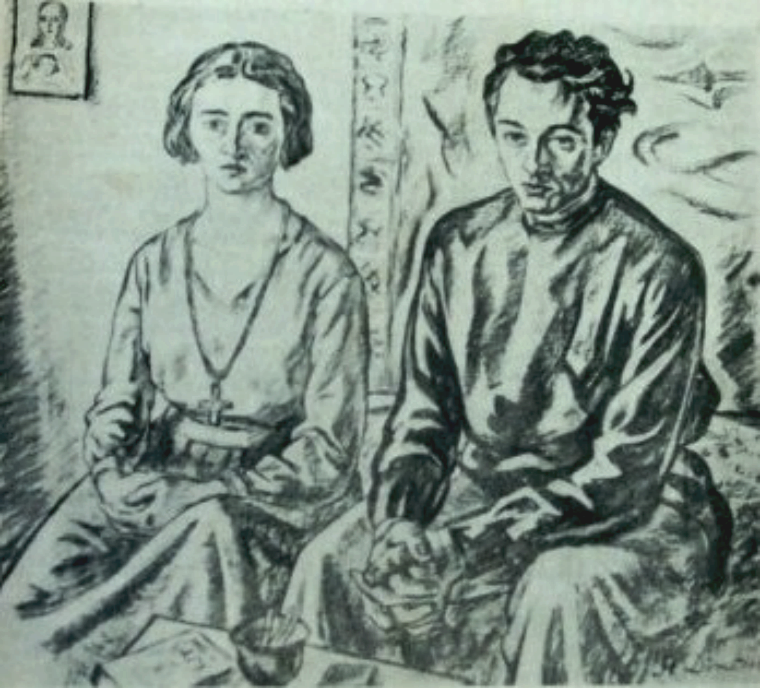
Ștefana și Ionel Teodoreanu în 1931. Desen de Ștefan Dimitrescu

Ajunși la București în 1938, familia deținea acum un conac pe Strada Romulus, la vest de Dudești. De asemenea, au deținut o casă pe strada Mihai Eminescu, Dorobanți, pe care Ionel a primit-o de la Federația Comunităților Evreiești pentru serviciile sale ca avocat. Ștefana însăși a devenit un romancier publicat cu puțin timp înaintea celui de-al Doilea Război Mondial, cu Calendar vechi (1939), care a câștigat un premiu de la Asociația Intelectualilor din România. A fost urmată în 1940 de Viața cea de toate zilele și, în 1943, de volumul cu nuvele Cloșca cu pui..
Proza ei, văzută de critici ca fiind cu „parfum feminin”, și chiar „maternal apăsător”,, avea tendințe spre ornamentare și lirism. În iulie 1939, criticul modernist Eugen Lovinescu a scris că „talentul ei atât de sensibil” este diferit de alți autori feminini care au apărut la acea vreme: ea nu a aderat nici la „erotismul psihologic” al Cellei Serghi și Luciei Demetrius, nici la „senzualitatea incendiară” a Soranei Gurian. Potrivit cercetătoarei Elena Panait, atât la nivelul construcțiilor de caractere cât și în ceea ce privește mesajul literar, lucrările afișează lecturile Ștefanei de la Rabindranath Tagore, Lev Tolstoi și Ivan Turgenev. Ea a rămas un pasionat cititor al lui Tagore și la vârstă înaintată.
Viața cea de toate zilele, scrisă la persoana întâi, arată chinul neplăcut al lui Baba, o gospodină prinsă într-un cadru provincial și rănită într-un accident. Sterilitatea vieții ei în târg se încheie cu gestul eliberării Babei, o revenire la libertatea și disciplina auto-impusă de la țară. Această notă provincială și legată de pământ a fost citită de către cărturarul Aurel Martin ca un etos regionalist, arătând atașamentul cultural al Ștefanei față de vestul Moldovei. Bogat în simboluri creștine, până la scena finală (cu un semn "inadvertent" al crucii), Viața cea de toate zilele este văzută de Panait "comunicând credința [Ștefanei] în valori umane generale precum solidaritatea, toleranța, puterea dragostea materne și maritală ". Acest mesaj optimist este intens în Cloșca cu pui, care include reprezentări ale femeilor în disperare nerezolvată.
Petru Comarnescu, care a citit Viața... ca un roman psihologic, a fost impresionat de lucrare, numindu-l un eșantion de „blândețe și măreție spirituală românească”, „foarte diferit de producția literară a scriitorilor contemporani”. Potrivit criticului Bianca Burța-Cernat, tonul general al acestor lucrări este „idilic și moralizator”, „involuntar a-temporal” și îndatorat lui La Medeleni, precum și tradiționalismului (poporanist) cultivat de Viața Românească. După cum observă Burța-Cernat, relația ei cu poporanismul a fost prin sotul ei, mai degrabă decât ca un „participant direct” - în acest caz, seamănă cu Profira Sadoveanu, fiica scriitorului și cu ea însăși romancieră. De asemenea, concentrându-se asupra elementelor temporale, Panait o vede pe Ștefana ca „retro-modernistă”, prin faptul că aplică tehnici moderne de scriere unei ideologii literare vechi - „recondiționarea convențiilor literare depășite”, dar cu unele „inovații foarte timide”. Ea susține, de asemenea, că fragmente întregi au fost aluzii directe la La Medeleni.

## Scrieri publicate
- Calendar vechi (1939)
- Viața cea de toate zilele, roman, (1940, reeditat în 1969)
- Cloșca cu pui, proză, (1941)
- Acasă, roman (1947, reeditat 1972)
- Ursitul, memorii, evocări (1970)
- Căminul, roman (1971)
- Poveste cu „ocei”, proză pentru copii (1975)
- Șoapte întru asfințit, poezii (1981)